# آنکا دی لورنزو
آنکا دی لورنزو (انگلیسی: Anneka Di Lorenzo، ‏ ۶ سپتامبر ۱۹۵۲ – ۴ ژانویهٔ ۲۰۱۱) مدل عکاسی اروتیک و بازیگر اهل ایالات متحده آمریکا بود.
از فیلم‌هایی که وی در آن نقش داشته‌است، می‌توان به کالیگولا، در لباسی خیره‌کننده و مسالینا، مسالینا! اشاره کرد.